# Catherine Deneuve

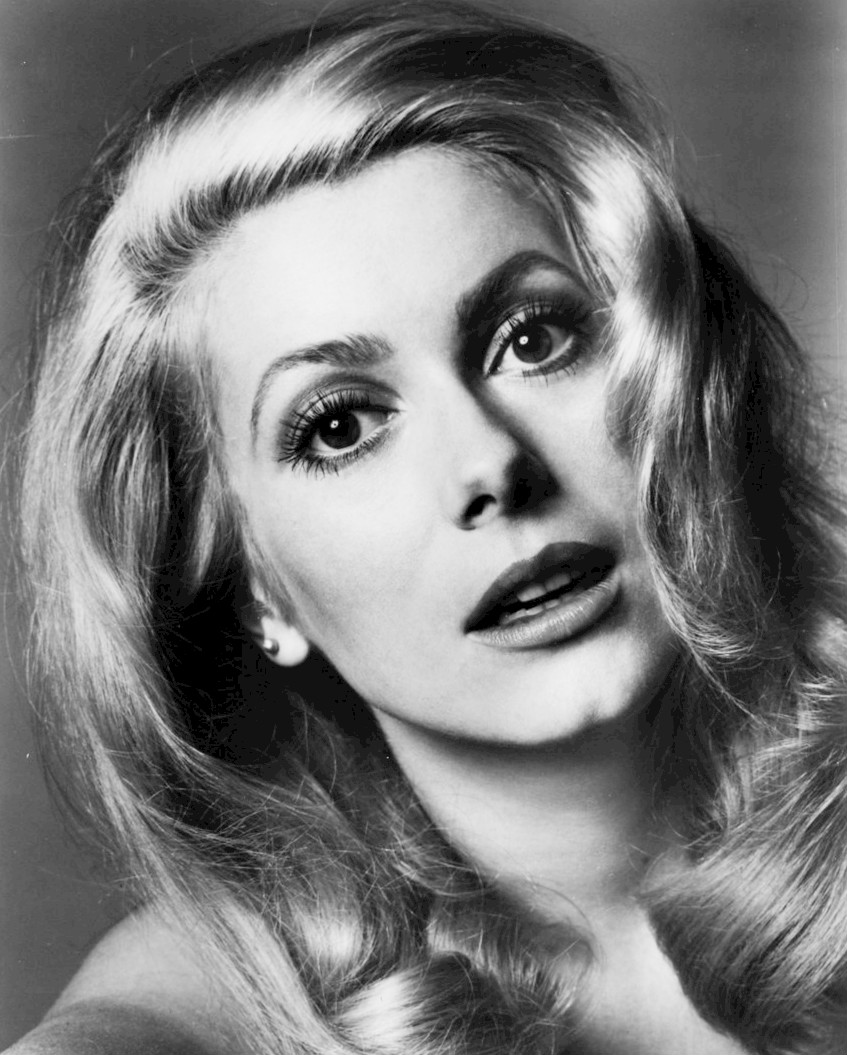
Deneuve v roce 1969

Catherine Deneuve (přechýleně Deneuvová, vlastním jménem Catherine Fabienne Dorléac (* 22. října 1943 Paříž) je francouzská filmová herečka, držitelka řady filmových cen.

## Život a kariéra

### Mládí
Je dcerou francouzského divadelního a filmového herce Maurice Dorléaca a Renée Simonotové, herečky Théâtre de l'Odéon. Její babička v tomto divadle pracovala jako nápověda.
Je třetí ze čtyř sester, Françoise Dorléac (nar. 1942, rovněž filmová herečka), tragicky zahynula v roce 1967. Další dvě sestry jsou Danielle (nar. 1937), a Sylvie (nar. 1946).

### Filmová kariéra
Snem pozdější filmové hvězdy bylo stát se módní návrhářkou. První menší roli dostala ještě na střední škole ve filmu Les Collégiennes v roce 1957. Prvním výraznějším filmem byl až muzikál Paraplíčka ze Cherbourgu, který natočil režisér Jacques Demy v roce 1964.
Spolupracovala se známými režiséry, jako byli Agnès Varda, Roman Polański, André Téchiné, Manoel de Oliveira nebo Luis Buñuel. V několika filmech se setkala se italským hercem Marcellem Mastroiannim.
Mezi známé snímky patří Kráska dne (1967) režiséra Luise Buñuela, Siréna od Mississippi (1969), Poslední metro (1980) režiséra Françoise Truffauta nebo Indočína (1992).
Ve třetím tisíciletí se objevila ve filmech Tanec v temnotách režiséra Larse von Triera a 8 žen (2002) režiséra Françoise Ozona.

### Soukromý život a další aktivity
V roce 1962 se v pařížské čtvrti Quartier du Montparnasse seznámila s režisérem Rogerem Vadimem, který ji o rok později obsadil do svého filmu Le Vice et la Vertu (1963). V témže roce se jim narodil syn Christian Vadim. Roku 1965 se provdala za fotografa Davida Baileyho. O dva roky později se manželé rozešli, ale úředně se rozvedli až v roce 1972.
Má dvě děti, otcem dcery Chiary Mastroianniové, narozené v roce 1972, se stal Marcello Mastroianni. Oba potomci si zvolili také hereckou dráhu.
V roce 1985 propůjčila tvář soše Marianne, která symbolizuje republikánskou tradici Francie. V roce 1994 zasedla jako viceprezidentka poroty na Filmovém festivalu v Cannes a roku 2006 předsedala porotě na Benátském filmovém festivalu.
Žije v pařížské čtvrti Saint-Sulpice a v obci Guainville v departementu Eure-et-Loir.

## Filmografie (výběr)

### Celovečerní filmy
- 1957: Les Collégiennes, režie André Hunebelle
- 1963: Le Vice et la Vertu, režie Roger Vadim
- 1964: Honba na muže (La Chasse à l'homme), režie Edouard Molinaro
- 1964: Nejkrásnější podvody světa (Les Plus belles escroqueries du monde), víc režisérů
- 1964: Pán ze společnosti (Un monsieur de compagnie), režie Philippe de Broca
- 1964: Paraplíčka ze Cherbourgu (Les Parapluies de Cherbourg), režie Jacques Demy
- 1965: Hnus (Repulsion), režie Roman Polański
- 1966: Bytosti (Les Créatures), režie Agnès Varda
- 1966: Život na zámku (La Vie de château), režie Jean-Paul Rappeneau
- 1967: Kráska dne (Belle de jour), režie Luis Buñuel
- 1967: Slečinky z Rochefortu (Les Demoiselles de Rochefort), režie Agnès Varda a Jacques Demy
- 1968: Benjamin aneb Deník panice (Benjamin ou Les mémoires d'un puceau), režie Michel Deville
- 1968: Manon 70 (Manon 70), režie Jean Aurel
- 1968: Mayerling (Mayerling), režie Terence Young
- 1968: Šamáda (La Chamade), režie Alain Cavalier
- 1969: Den zamilovaných bláznů (The April Fools), režie Stuart Rosenberg
- 1969: Siréna od Mississippi (La Sirène du Mississippi), režie François Truffaut
- 1970: Oslí kůže (Peau d'âne), režie Jacques Demy
- 1970: Tristana (Tristana), režie Luis Buñuel
- 1971: Tohle se stává jen druhým (Ça n'arrive qu'aux autres), režie Nadine Trintignant
- 1972: Liza (Liza), režie Marco Ferreri
- 1972: Policajt (Un flic), režie Jean-Pierre Melville
- 1973: Největší událost od chvíle, kdy člověk vstoupil na Měsíc (L'Événement le plus important depuis que l'homme a marché sur la lune), režie Jacques Demy
- 1974: Nedotýkej se bílé ženy (Touche pas à la femme blanche), režie Marco Ferreri
- 1975: Agrese (L'Agression), režie Gérard Pirès
- 1975: Divoch (Le Sauvage), režie Jean-Paul Rappeneau
- 1975: Podivná spravedlnost (Hustle), režie Robert Aldrich
- 1976: Začít znovu (Si c'était à refaire), režie Claude Lelouch
- 1977: ''Casotto, režie Sergio Citti
- 1977: Pochoduj nebo zemři (March or Die), režie Dick Richards
- 1977: Ztracená duše (Anima persa), režie Dino Risi
- 1978: Peníze těch druhých (L'Argent des autres), režie Christian de Chalonge
- 1979: Ils sont grands, ces petits, režie Joël Santoni
- 1979: Útěk do bezpečí (À nous deux), režie Claude Lelouch
- 1980: Miluji vás (Je vous aime), režie Claude Berri
- 1980: Poslední metro (Le Dernier métro), režie François Truffaut
- 1981: Hasnoucí den (Hôtel des Amériques), režie André Téchiné
- 1982: Šok (Le Choc), režie Robin Davis
- 1983: Afričan (L'Africain), režie Philippe de Broca
- 1983: Hlad (The Hunger), režie Tony Scott
- 1984: Pevnost Saganne (Fort Saganne), režie Alain Corneau
- 1984: Rozmar (Le Bon plaisir), režie Francis Girod
- 1984: V záři reflektorů (Paroles et musique), režie Elie Chouraqui
- 1986: Jen aby to byla holčička (Speriamo che sia femmina), režie Mario Monicelli
- 1986: Místo zločinu (Le Lieu du crime), režie André Téchiné
- 1987: Agent trouble (Agent trouble), režie Jean-Pierre Mocky
- 1988: Frekvence smrti (Fréquence meurtre), režie Élisabeth Rappeneau
- 1988: Takové divné místo k setkání (Drôle d'endroit pour une rencontre), režie François Dupeyron
- 1992: Indočína (Indochine), režie Régis Wargnier
- 1993: Mé oblíbené období (Ma saison préférée), režie André Téchiné
- 1994: Šachová partie (La Partie d'échecs), režie Yves Hanchar
- 1995: Klášter (O Convento), režie Manoel de Oliveira
- 1995: Les Cent et une nuits de Simon Cinéma, režie Agnès Varda
- 1996: Děti noci (Les Voleurs), režie André Téchiné
- 1998: Place Vendôme – Svět diamantů (Place Vendôme), režie Nicole Garcia
- 1999: Čas znovu nalezený (Le Temps retrouvé), režie Raúl Ruiz
- 1999: Pola X (Pierre ou les ambiguïtés), režie Leos Carax
- 1999: Tchyně (Belle maman), režie Gabriel Aghion
- 1999: Východ-Západ (Est-Ouest), režie Régis Wargnier
- 2000: Tanec v temnotách (Dancer in the Dark), režie Lars von Trier
- 2000: Mušketýr (The Musketeer), režie Peter Hyams
- 2001: Naprosto úžasný (Absolument fabuleux), režie Gabriel Aghion
- 2001: Paleček (Le Petit poucet), režie Olivier Dahan
- 2001: Vracím se domů (Je rentre a la maison), režie Manoel de Oliveira
- 2002: 8 žen (Huit femmes), režie François Ozon
- 2002: Nebe na dosah (Au plus pres du paradis), režie Tonie Marshall
- 2003: Um Filme Falado (Um Filme Falado), režie Manoel de Oliveira
- 2004: Časy se mění (Les Temps qui changent), režie André Téchiné
- 2004: Králové a královna (Rois et reine), režie Arnaud Desplechin
- 2005: Taková normální královská rodinka (Palais royal !), režie Valérie Lemercierová
- 2006: Bratrstvo kamenů (Le Concile de Pierre), režie Guillaume Nicloux
- 2006: Le Héros de la famille, režie Thierry Klifa
- 2007: Místo něho (Après lui), režie Gaël Morel
- 2007: Persepolis (Persepolis), režie Marjane Satrapiová a Vincent Paronnaud
- 2008: Chci to vidět (Je veux voir), režie Joana Hadjithomas a Khalil Joreige
- 2008: Mé hvězdy a já (Mes Stars et moi), režie Laetitia Colombani
- 2008: Vánoční příběh (Un conte de Noël), režie Arnaud Desplechin
- 2009: La Fille du RER, režie André Téchiné
- 2009: Matky a dcery (Mères et filles), režie Julie Lopes-Curval
- 2009: Švihák ajťák (Cyprien), režie David Charhon
- 2010: L'Homme qui voulait vivre sa vie, režie Eric Lartigau
- 2010: Profesionální manželka (Potiche), režie François Ozon
- 2011: Milovaní (Les Bien-aimés), režie Christophe Honoré
- 2012: Asterix a Obelix ve službách Jejího Veličenstva (Astérix et Obélix: Au Service de Sa Majesté), režie Laurent Tirard
- 2012: Linhas de Wellington (Les Lignes de Wellington), režie Raúl Ruiz
- 2013: Elle s'en va, režie Emmanuelle Bercot
- 2014: L'Homme qu'on aimait trop, režie André Téchiné
- 2015: Zbrusu Nový zákon (Le tout nouveau testament), režie Jaco van Dormael
- 2015: Hlavu vzhůru! (La tête haute), režie Emmanuelle Bercot
- 2016: Le Cancre, režie Paul Vecchiali
- 2017: Polibek od Beatrice (Sage femme), režie Martin Provost
- 2017: Kráska k sežrání (Belle à croquer), režie Axel Courtière
- 2017: Trouba k pohledání (Bonne Pomme), režie Florence Quentin
- 2017: Vše, co nás odděluje (Tout nous sépare), režie Thierry Klifa
- 2018: Claire Darling (La Dernière folie de Claire Darling), režie Julie Bertuccelli
- 2018: Plevel (Mauvaises herbes), režie Kheiron
- 2019: Sbohem noci (L'Adieu à la nuit), režie André Téchiné
- 2019: Pravda (La Vérité), režie Hirokazu Kore'eda
- 2019: Rodinná oslava (Fête de famille), režie Cédric Kahn
- 2020: Terrible Jungle, režie Hugo Benamozig, David Caviglioli
- 2021: De son vivant, režie Emmanuelle Bercot
- 2022: Habib, la grande aventure, režie Benoît Mariage
- 2023: Prezidentova žena (Bernadette), režie Léa Domenach

### Televize
- 2003: Nebezpečné známosti (Les Liaisons dangereuses), televizní seriál, režie Josée Dayan
- 2003: Plastická chirurgie s. r. o. (Nip/Tuck), televizní seriál, víc režisérů

### Krátkometrážní filmy
- 1997: Sans titre (Sans titre), režie Leos Carax

## Ocenění

### César
Ocenění
- 1981: César pro nejlepší herečku za film Poslední metro
- 1993: César pro nejlepší herečku za film Indočína

Nominace
- 1976: César pro nejlepší herečku za film Divoch
- 1982: César pro nejlepší herečku za film Hasnoucí den
- 1988: César pro nejlepší herečku za film Agent trouble
- 1989: César pro nejlepší herečku za film Takové divné místo k setkání
- 1994: César pro nejlepší herečku za film Mé oblíbené období
- 1997: César pro nejlepší herečku za film Děti noci
- 1999: César pro nejlepší herečku za film Place Vendôme - Svět diamantů
- 2007: César pro nejlepší herečku ve vedlejší roli za film Taková normální královská rodinka
- 2011: César pro nejlepší herečku za film Profesionální manželka

### Další ocenění
Ocenění
- 1981: Donatellův David za film Poslední metro
- 1998: Volpiho pohár na Benátském filmovém festivalu za film Place Vendôme - Svět diamantů
- 2002: Stříbrný medvěd na Berlínském mezinárodním filmovém festivalu za film 8 žen
- 2002: Evropská filmová cena pro nejlepší herečku za film 8 žen
- 2005: Čestná palma na Filmovém festivalu v Cannes

Nominace
- 1967: BAFTA pro nejlepší herečku za film Kráska dne
- 1993: Oscar pro nejlepší herečku za film Indočína